# Dendrobium antennatum
Dendrobium antennatum es una especie de orquídea de hábito epífita; originario de Queensland, Australia, y Papúa Nueva Guinea.

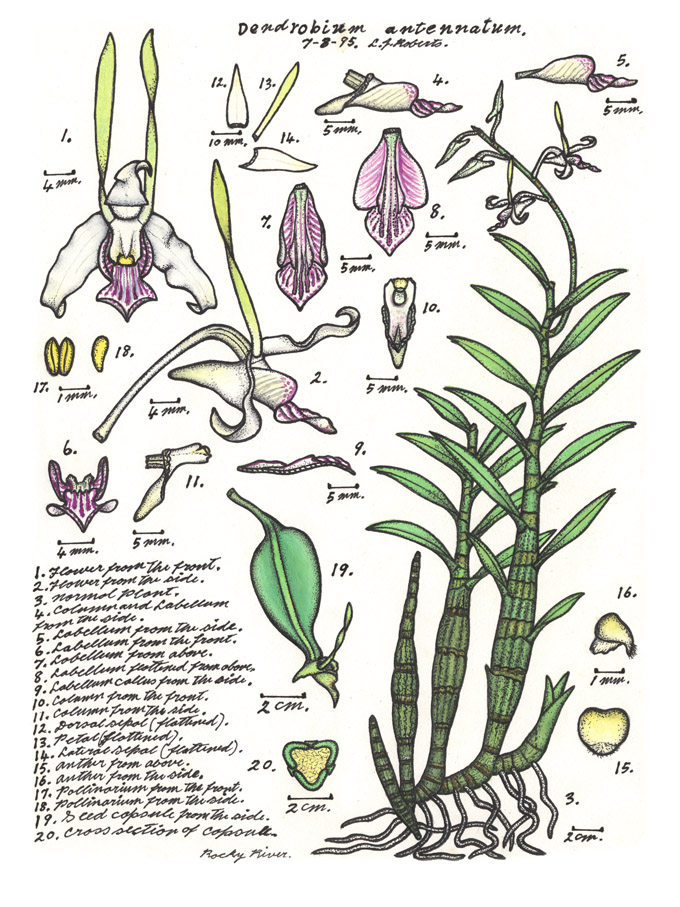
Ilustración

## Descripción
Es una orquídea con pequeño a gran tamaño, con tallo erguido, cilíndrico, como una caña, basalmente con pseudobulbos hinchados con hojas coriáceas, estrechamente oblongas, y una inflorescencia de 25 cm de largo, de 3 a 15 flores que puede ser rígida, horizontal o curvada y surge de los nodos cerca del ápice del pseudobulbo. Tienen flores fragantes duraderas que se producen en los meses de verano.

## Distribución y hábitat
Se encuentra en Queensland, Australia, Papúa Nueva Guinea y las Islas Salomón en las ramas altas de los árboles en el bosque costero, manglares, sabanas y selvas tropicales que las rodea en alturas inferiores a 1.200 metros.

## Taxonomía
Dendrobium antennatum  fue descrita por  John Lindley  y publicado en London Journal of Botany 2: 236. 1843.
Etimología
Dendrobium: nombre genérico que procede de la palabra griega (δένδρον) dendron = "tronco, árbol" y (βιος) Bios = "Vida", en resumen significa "viven sobre los troncos de los árboles" (por su naturaleza epifita).
antennatum: epíteto latino que significa "con antena".
Sinonimia
- Dendrobium dalbertisii Rchb.f. (1878)
- Callista antennata (Lindl.) Kuntze (1891)
- Ceratobium antennatum (Lindl.) M.A. Clem. & D.L. Jones (2002)
- Ceratobium dalbertisii (Rchb.f.) M.A. Clem. & D.L. Jones (2002)[6][1]